# Эджертон, Сидни
Си́дни Э́джертон (англ. Sidney Edgerton, 1818—1900) — американский юрист и политик, первый губернатор Территории Монтана.

## Биография
Эджертон родился 17 августа 1818 года в Казеновии (округ Мадисон, штат Нью-Йорк); его родители были родом из Коннектикута, мать была кузиной известного миллионера и филантропа Энсона Фелпса. В детстве Сидни был слабым и болезненным, и для него была даже на всякий случай приготовлена похоронная одежда. Его отец умер рано, и мать была вынуждена в одиночку растить шестерых детей. Уже с восьмилетнего возраста Сидни был вынужден начать подрабатывать.
В 1844 году Эджертон переехал в Огайо, в 1845 году окончил училище правоведения в Цинциннати, в следующем году открыл собственную практику в Акроне. В 1848 году был делегатом на конвенте, на котором была образована Партия свободной земли. В 1852—1856 годах был прокурором округа Саммит. В 1856 году был делегатом на первом конвенте Республиканской партии, в 1858 году был как республиканец избран в Палату представителей.
В Палате представителей, где его срок начался с 1859 года, Эджертон зарекомендовал себя ярым аболиционистом. После того, как Джон Браун совершил нападение на арсенал в Харперс-Ферри, семья Брауна попросила Эджертона прибыть и представлять его интересы. Эджертон прибыл в Чарльз-Таун, но командовавший в Харперс-Ферри Уильям Тальяферро не дал ему увидеться с Брауном и отправил Эджертона обратно.
После начала Гражданской войны Эджертон вступил в милицию Огайо, где воевал в подразделении снайперов, принимал участие в обороне Цинциннати. В 1863 году президент Авраам Линкольн назначил его верховным судьёй новообразованной Территории Айдахо. По пути туда Эджертону с семьёй не раз приходилось менять маршрут, так как место для столицы Территории ещё не было выбрано, а когда они наконец прибыли в Баннок, то оказалось, что там ещё ничего нет (ему пришлось самому купить себе дом) и даже некому принять его клятву (поэтому официально он так и не вступил в должность). После этого он совершил поездку по территории, находящейся под его юрисдикцией, осознал ценность имеющихся там золотых приисков (как раз начиналась «золотая лихорадка» в Монтане) и был избран местным населением в качестве представителя для поездки в Вашингтон, чтобы пролоббировать отделение этих земель от Территории Айдахо. В Вашингтоне он, продемонстрировав золотые слитки с местных приисков, изложил требования населения президенту Линкольну и сенаторам, и в 1864 году от Территории Айдахо была отделена Территория Монтана, а Эджертон стал её первым губернатором. Столицей Территории стал Баннок, и семье Эджертона не пришлось менять дом. В связи с тем, что многие поселенцы были Демократами либо поддерживали Конфедератов, Эджертон не имел сильной поддержки у местного населения. Он провёл быструю перепись населения, что дало возможность организовать выборы в местные органы власти. В 1865 году он уехал на восток и, хотя номинально оставался губернатором до 1866 года, в следующие 25 лет не возвращался в Монтану. Чтобы выразить свою ненависть к Эджертону, Законодательное собрание Монтаны переименовало округ Эджертон в округ Льюис-энд-Кларк.
После возвращения осенью 1865 года с семьёй в Акрон Эджертон посвятил себя юридической практике, чем и занимался вплоть до своей смерти в 1900 году.